# Antoni Potocki (urzędnik)
Antoni Potocki (ur. 20 kwietnia 1890 w Piotrkowie Trybunalskim, zm. 11 listopada 1939 w Wielkiej Piaśnicy) – urzędnik samorządowy z okresu II Rzeczypospolitej, wicewojewoda łódzki w latach 1931–1936, starosta powiatu morskiego w Wejherowie, w latach 1936–1939, ofiara zbrodni w Piaśnicy.

## Życiorys
Urodził się 20 kwietnia 1890 w Piotrkowie Trybunalskim. Podczas nauki w tamtejszym gimnazjum związał się z nielegalną Polską Partią Socjalistyczną. Po zdaniu egzaminu dojrzałości rozpoczął studia prawnicze na Uniwersytecie Franciszkańskim we Lwowie. W 1909 roku wstąpił w szeregi Organizacji Młodzieży Niepodległościowej „Zarzewie”. Prawdopodobnie był również członkiem Związku Młodzieży Polskiej „Zet”. Ukończywszy studia, w latach 1910–1919 pracował na stanowisku referenta w Zakładzie Ubezpieczeń Robotniczych we Lwowie.
Od 1919 roku piastował rozmaite stanowiska w aparacie urzędniczym niepodległej Polski. Początkowo był zatrudniony w rodzimym Piotrkowie jako starszy referent w Ministerstwie Aprowizacji (1919–1920). W lipcu 1920 roku rozpoczął pracę w urzędzie wojewódzkim w Lublinie, awansując po czterech miesiącach na stanowisko kierownika departamentu administracyjnego. Od 16 grudnia 1922 roku do 25 marca 1925 roku piastował stanowisko starosty powiatu zamojskiego. 26 marca 1925 roku został mianowany wicewojewodą wołyńskim, które to stanowisko pełnił do 31 maja 1927 roku. Był zwolennikiem sanacji, czemu nie przeszkadzał fakt, iż nie miał za sobą służby Legionach Polskich czy Polskiej Organizacji Wojskowej.
W latach 1927–1931 był starostą powiatu kaliskiego. Podczas pracy w Kaliszu był członkiem zarządu, a przez pewien czas także prezesem powiatowego oddziału Ligi Obrony Powietrznej i Przeciwgazowej. W 1927 roku stanął na czele powiatowego komitetu, który zbierał środki na pomoc ofiarom powodzi w Małopolsce Wschodniej. Po wybuchu wielkiego kryzysu został prezesem powiatowego komitetu ds. bezrobocia w Kaliszu.
Od 11 grudnia 1931 roku do 9 czerwca 1936 roku piastował stanowisko wicewojewody łódzkiego. O jego awans na to stanowisko wnioskował ówczesny wojewoda łódzki Władysław Jaszczołt. W ocenie Jakuba Polita jako wicewojewoda Potocki wykazał się wysokimi kompetencjami i dobrą znajomością miejscowych realiów. Jednocześnie wielokrotnie wyznaczano go do pełnienia rozmaitych funkcji reprezentacyjnych. Był współzałożycielem Stowarzyszenia Polsko-Jugosłowiańskiego w Łodzi oraz Towarzystwa Polsko-Rumuńskiego w Łodzi. W latach 1933–1936 był prezesem okręgu wojewódzkiego Ligi Morskiej i Kolonialnej. Pełnił także funkcję członka zarządu Związku Straży Pożarnych Województwa Łódzkiego, na którym to stanowisku zapoczątkował szereg inicjatyw, mających na celu podniesienie poziomu wyszkolenia strażaków oraz popularyzację idei pożarnictwa. Ponadto był członkiem zarządu Komitetu Okręgowego PCK oraz członkiem zarządu wojewódzkiego Ligi Obrony Powietrznej i Przeciwgazowej. W 1934 roku był faktycznym kierownikiem akcji pomocy ofiarom powodzi na Podkarpaciu, którą zainicjowały władze województwa łódzkiego. Był również wiceprezesem łódzkiego Komitetu Funduszu Pomocy Bezrobotnym, a po jego przekształceniu – członkiem prezydium Wojewódzkiego Komitetu Funduszu Pracy.
Na początku 1936 roku Potocki podjął starania o przeniesienie. Ostatecznie w czerwcu tegoż roku objął stanowisko starosty powiatu morskiego z siedzibą w Wejherowie, które piastował do września 1939. Przeniesienia na to stanowisko, jakkolwiek niższe w stosunku do poprzedniego, nie należy rozpatrywać w kategoriach degradacji. Powiat morski był bowiem uznawany przez MSW za placówkę trudną i o specjalnym znaczeniu, co wynikało z faktu, iż graniczył z III Rzeszą i Wolnym Miastem Gdańsk, był zamieszkiwany przez stosunkowo liczną mniejszość niemiecką, a w dodatku na jego terenie znajdował się strategicznie ważny port w Gdyni.
Podczas pracy w Wejherowie był aktywnym działaczem Polskiego Związku Zachodniego, a ponadto nadal działał w strukturach Ligi Obrony Powietrznej i Przeciwgazowej. Pełnił także funkcję prezesa rady oddziału powiatowego Ochotniczej Straży Pożarnej. Jako starosta starał się przeciwdziałać antypolskiej działalności prohitlerowskich ugrupowań mniejszości niemieckiej. Doprowadził m.in. do rozwiązania struktur Deutsche Vereiningung w powiecie morskim.
Po rozpoczęciu niemieckiej inwazji na Polskę wraz z innymi przedstawicielami władz samorządowych Wejherowa, m.in. burmistrzem Teodorem Bolduanem oraz wójtem gminy Wejherowo-Wieś Edwardem Łakomym, udał się do Gdyni, aby złożyć dokumenty służbowe w tamtejszym Komisariacie Rządu (8 września 1939). Po zajęciu miasta przez oddziały niemieckie (14 września) został aresztowany. Po pewnym czasie przewieziono go do więzienia w Wejherowie, a następnie zamordowano w lasach piaśnickich w ramach tzw. Intelligenzaktion. Zginął podczas wielkiej egzekucji przeprowadzonej przez Niemców 11 listopada 1939 roku, w dniu polskiego Święta Niepodległości. W egzekucji tej zginęło łącznie 314 przedstawicieli polskiej elity z Pomorza Gdańskiego.

## Rodzina
Poślubił Marię Annę Krechowiecką, z którą miał dwie córki: Krystynę i Wandę.

## Odznaczenia
- Złoty Krzyż Zasługi (6 marca 1930)[22].